# Айдын, Эмре
Эмре Айдын (тур. Emre Aydın; род. 2 февраля 1981, Ыспарта) — известный турецкий рок-певец, обладатель награды «Европейский фаворит» MTV Europe Music Awards 2008 года.
Эмре родился в 1981 году в городе Ыспарте, потом семья переселялась в Анталью. Он учится на экономическом факультете Университет им. 9 Сентября в городе Измире.
В 2002 году с группой «6. Cadde» («Шестая улица») участвовал в музыкальном конкурсе «Sing Your Song», организованным компанией Siemens Mobile. Их песня «Dönersen» заняла первое место. В 2003 году «6. Cadde» выпустила свой альбом, но после того группа разделилась. Эмре записал свой альбом «Afili Yalnızlık» («Хвастливое одиночество») в 2006 году. Певец является одним из наиболее гастролирующих турецких певцов, в 2007 году он исполнил 130 сольных концертов.

## Альбомы
- 6. Cadde (2003)
- Afili Yalnızlık (2006)
- Kağıt Evler (2010)